# Liste de ponts d'Inde
Cet article a pour objet de présenter une liste de ponts remarquables d’Inde,du fait de leurs caractéristiques dimensionnelles, de leur intérêt architectural ou de leur histoire. 

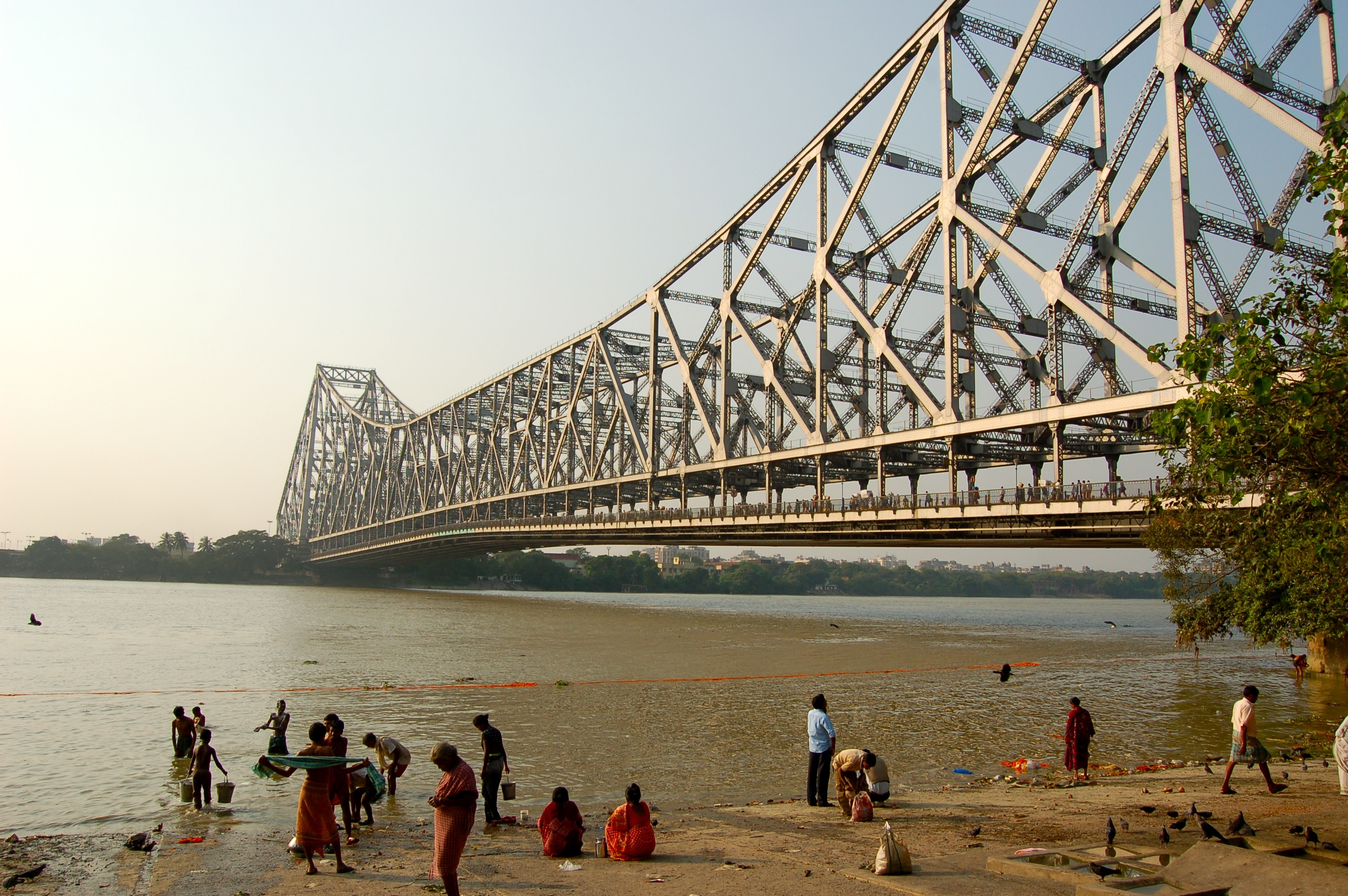
Le pont de Howrah à Kolkata, l'un des plus grands ponts à poutres cantilever au monde.

Elle est présentée sous forme de tableaux récapitulant les caractéristiques des différents ouvrages proposés, et peut-être triée selon les diverses entrées pour voir ainsi un type de pont particulier ou les ouvrages les plus récents par exemple. La seconde colonne donne la classification de l'ouvrage parmi ceux présentés, les colonnes Portée et Long. (longueur) sont exprimées en mètres et enfin Date indique la date de mise en service du pont.

## Ponts présentant un intérêt historique ou architectural
|  |    | Nom                        | Hindi     | Distinction                                                                                        | Long. | Type                                                               | Voie portée Voie franchie                       | Date | Localisation                                      | État               | Ref.  |
|  | -- | -------------------------- | --------- | -------------------------------------------------------------------------------------------------- | ----- | ------------------------------------------------------------------ | ----------------------------------------------- | ---- | ------------------------------------------------- | ------------------ | ----- |
|  | 1  | Pont vivant d'Umshiang     |           | Ponts conçus à l'aide de racines et de lianes de caoutchouc Certains spécimens ont près de 500 ans |       | Suspendu Racines, lianes                                           | Passerelle                                      |      | Cherrapunji - Tyma                                | Meghalaya          | [ 1 ] |
|  | 2  | Pont de Shahi              | शाही पुल     | |       | Maçonnerie 10 arches brisées                                       | State Hwy 5 Gomtî                               | 1567 | Jawnpur 25° 44′ 56,4″ N, 82° 41′ 04,6″ E          | Uttar Pradesh      |       |
|  | 3  | Pont en pierre de Namdang  |           | | 60    | Maçonnerie 5 arches                                                | National Highway 37 Namdang                     | 1703 | Sivasagar 26° 57′ 01,3″ N, 94° 32′ 42,3″ E        | Assam              | [ 2 ] |
|  | 4  | Pont Kabini                |           | L'un des plus vieux pont mixte route-rail au monde                                                 |       | Maçonnerie Arches ogivales                                         | Kabini                                          | 1735 | Nanjangud 12° 08′ 22,5″ N, 76° 40′ 34″ E          | Karnataka          | [ 3 ] |
|  | 5  | Pont Victoria              |           | |       | Suspendu Tablier acier, pylônes maçonnerie                         | Samkhetar Road Beâs                             | 1877 | Mandi 31° 42′ 46,1″ N, 76° 55′ 59,9″ E            | Himachal Pradesh   | [ 4 ] |
|  | 6  | Pont suspendu de Punalur   |           | |       | Suspendu À chaînes, tablier poutres métallique, pylônes maçonnerie | Kallada                                         | 1877 | Punalur 9° 01′ 05,1″ N, 76° 55′ 39,5″ E           | Kerala             |       |
|  | 7  | Pont No.541                |           | Chemins de fer de montagne en Inde · Patrimoine mondial (1999)                                     |       | Maçonnerie 4 niveaux, arches segmentaires                          | Ligne Kalka–Shimla                              | 1898 | Kiyartoo 30° 59′ 28,5″ N, 77° 06′ 57,9″ E         | Himachal Pradesh   | [ 5 ] |
|  | 8  | Pont ferroviaire de Pamban | रामेश्वरम-पुल | | 2065  | Cantilever Acier Pont basculant                                    | Pont ferroviaire Golfe de Mannar - Baie de Palk | 1914 | Pamban - Mandapam 9° 16′ 58,7″ N, 79° 12′ 19,1″ E | Tamil Nadu         |       |
|  | 9  | Lakshman Jhula             | लक्ष्मण झूला  | | 137   | Suspendu Tablier métallique                                        | Passerelle Gange                                | 1929 | Rishikesh 30° 07′ 34,7″ N, 78° 19′ 47,9″ E        | Uttarakhand        |       |
|  | 10 | Coronation bridge          |           | Portée : 82 mètres                                                                                 |       | Arc Béton, tablier porté                                           | National Highway 31 Teesta                      | 1930 | Sevoke 26° 54′ 10,2″ N, 88° 28′ 23,5″ E           | Bengale-Occidental | ,     |
|  | 11 | Aqueduc de Mathur          |           | | 378   | Poutres Béton Aqueduc                                              | Mathur Aqueduct Pahrali                         | 1966 | Thiruvattar 8° 20′ 10″ N, 77° 17′ 40,4″ E         | Tamil Nadu         |       |
|  | 12 | Ram Jhula                  | राम झूला     | | 228   | Suspendu Tablier métallique                                        | Passerelle Gange                                | 1986 | Muni Ki Reti 30° 07′ 23,7″ N, 78° 18′ 52″ E       | Uttarakhand        |       |

## Grands ponts
Ce tableau présente les ouvrages ayant des portées supérieures à 100 m (liste non exhaustive).
|  |    | Nom                                       | Hindi          | Portée    | Long. | Type                                                                | Voie portée Voie franchie                                   | Date | Localisation                                           | État                       | Ref.   |
|  | -- | ----------------------------------------- | -------------- | --------- | ----- | ------------------------------------------------------------------- | ----------------------------------------------------------- | ---- | ------------------------------------------------------ | -------------------------- | ------ |
|  | 1  | Pont de Chenab en construction            | चिनाब पुल         | 460       | 1315  | Arc Acier, tablier porté                                            | Kashmir Railway Chenab                                      | 2017 | Reasi 33° 09′ 03″ N, 74° 52′ 58,7″ E                   | Jammu-et-Cachemire         | [ 8 ]  |
|  | 2  | Pont de Howrah                            | रवीन्द्र सेतु       | 457       | 705   | Cantilever Acier 99+457+99                                          | Moulana Azad Rd. - Station Rd. - Mahatma Gandhi Rd. Hooghly | 1943 | Kolkata 22° 35′ 06,3″ N, 88° 20′ 49″ E                 | Bengale-Occidental         |        |
|  | 3  | Vidyasagar Setu                           | विद्यासागर सेतु      | 457       |       | Haubané Tablier mixte acier/béton, pylônes acier                    | National Highway 117 Hooghly                                | 1992 | Kolkata - Howrah 22° 33′ 24,2″ N, 88° 19′ 42,1″ E      | Bengale-Occidental         | [ 9 ]  |
|  | 4  | Pont de Chambal                           | कोटा चंबल नदी सेतु   | 350       | 1100  | Haubané Tablier caisson béton, pylônes béton, suspension axiale     | Kota Bypass Chambal                                         | 2012 | Kota 25° 08′ 28,2″ N, 75° 47′ 38,6″ E                  | Rajasthan                  |        |
|  | 5  | Pont de Basohli                           |                | 350       | 592   | Haubané Tablier mixte acier/béton, pylônes béton                    | Ravi                                                        | 2014 | Basholi - Darkha 32° 29′ 40,6″ N, 75° 49′ 24,5″ E      | Jammu-et-Cachemire Pendjab | [ 10 ] |
|  | 6  | Nouveau pont de Yamunâ                    |                | 260       | 1510  | Haubané Tablier dalle béton, pylônes béton 60+115+260+115+60        | National Highway 27 Yamunâ                                  | 2005 | Prayagraj 25° 25′ 39″ N, 81° 51′ 40,9″ E               | Uttar Pradesh              | [ 11 ] |
|  | 7  | Yamuna Signature Bridge en construction   |                | 251       | 675   | Haubané Monopylône, tablier mixte acier/béton, pylône acier         | Yamunâ                                                      | 2016 | New Delhi 28° 42′ 21,2″ N, 77° 13′ 55,6″ E             | Delhi                      | [ 12 ] |
|  | 8  | Pont maritime Bandra-Worli Bandra channel | बांद्रा-वर्ली समुद्रसेतु | 250 (x2)  | 5600  | Haubané Monopylône, symétrique, tablier caisson béton, pylône béton | Western Freeway Mumbai Baie de Mahim                        | 2009 | Bombay 19° 02′ 08,6″ N, 72° 49′ 01,6″ E                | Maharashtra                | ,      |
|  | 9  | Pont d'Anjikhad en construction           |                | 240       | 657   | Arc Acier, tablier porté                                            | Kashmir Railway Anjikhad                                    | 2017 | Reasi 33° 04′ 48,3″ N, 74° 54′ 52,6″ E                 | Jammu-et-Cachemire         | [ 15 ] |
|  | 10 | Pont maritime Bandra-Worli Worli channel  | बांद्रा-वर्ली समुद्रसेतु | 150       | 5600  | Haubané Tablier caisson béton, pylônes béton                        | Western Freeway Mumbai Baie de Mahim                        | 2009 | Bombay 19° 01′ 47,1″ N, 72° 48′ 55,8″ E                | Maharashtra                |        |
|  | 11 | Pont de Jadukata                          |                | 140       |       | Poutre-caisson Béton précontraint                                   | Nonghyllam Rd. Jadukata                                     |      | Ranikor 25° 14′ 07,2″ N, 91° 13′ 20″ E                 | Meghalaya                  | [ 16 ] |
|  | 12 | Pont du Jubilé                            |                | 128 (x2)  | 366   | Cantilever Acier 128+110+128                                        | Pont ferroviaire Hooghly                                    | 1886 | Naihati - Bandel 22° 54′ 25,6″ N, 88° 24′ 16,1″ E      | Bengale-Occidental         |        |
|  | 13 | Pont de Bogibeel                          |                | 125 (x39) | 4940  | Treillis Acier, 2 niveaux                                           | NH 15 Pont ferroviaire Brahmapoutre                         | 2017 | District de Dibrugarh 27° 24′ 28,3″ N, 94° 45′ 39,5″ E | Assam                      |        |
|  | 14 | Naranarayan Setu                          |                | 125 (x17) | 2285  | Treillis Acier, 2 niveaux                                           | National Highway 31B Pont ferroviaire Brahmapoutre          |      | Jogighopa 26° 12′ 37,3″ N, 90° 33′ 35,7″ E             | Assam                      |        |
|  | 15 | Ganga Rail–Road Bridge                    | गंगा रेल-सड़क सेतु   | 123 (x36) | 4556  | Treillis Acier, 2 niveaux                                           | Pont routier et ferroviaire Gange                           | 2015 | Patna - Sonepur 25° 40′ 02,8″ N, 85° 06′ 27,4″ E       | Bihar                      |        |
|  | 16 | Pont de la rivière Kali                   |                | 122 (x4)  | 665   | Poutre-caisson Béton précontraint                                   | National Highway 66 Kali                                    |      | Karwar 14° 50′ 31″ N, 74° 07′ 54,8″ E                  | Karnataka                  |        |
|  | 17 | Mahatma Gandhi Setu                       | महात्मा गाँधी सेतु     | 121 (x45) | 5575  | Poutre-caisson Béton précontraint                                   | National Highway 19 Gange                                   | 1982 | Patna - Hajipur 25° 37′ 18,4″ N, 85° 12′ 25,8″ E       | Bihar                      | [ 6 ]  |
|  | 18 | Pont de Mungher                           | मुंगेर गंगा सेतु      | 121 (x29) | 3685  | Treillis Acier, 2 niveaux                                           | Pont routier et ferroviaire Gange                           | 2015 | Munger 25° 23′ 56,9″ N, 86° 27′ 24,4″ E                | Bihar                      | [ 17 ] |
|  | 19 | Kolia Bhomora Setu                        | কলীয়াভোমোৰা সেতু      | 120 (x24) | 3015  | Poutre-caisson Béton précontraint                                   | National Highway 37A Brahmapoutre                           | 1987 | Tezpur 26° 36′ 12,2″ N, 92° 51′ 23,8″ E                | Assam                      |        |
|  | 20 | Pont de Calvim                            |                | 120       | 494   | Arc Acier, tablier suspendu Pont bow-string                         | Mapusa                                                      | 2013 | Calvim 15° 34′ 18,6″ N, 73° 53′ 09,3″ E                | Goa                        | [ 18 ] |
|  | 21 | Pont de Pamban                            |                | 115       | 2345  | Poutre-caisson Béton précontraint                                   | AH43 Golfe de Mannar - Baie de Palk                         |      | Pamban - Mandapam 9° 16′ 57,1″ N, 79° 12′ 19,2″ E      | Tamil Nadu                 |        |
|  | 22 | Vivekananda Setu                          |                | 110 (x7)  | 880   | Treillis Acier                                                      | 2 Pont ferroviaire Hooghly                                  | 1931 | Kolkata - Howrah 22° 39′ 10,8″ N, 88° 21′ 14,2″ E      | Bengale-Occidental         | [ 19 ] |
|  | 23 | Nivedita Setu                             |                | 110 (x7)  |       | Pont extradossé 8 pylônes                                           | AH1 Hooghly                                                 | 2007 | Kolkata - Howrah 22° 39′ 09,3″ N, 88° 21′ 14,4″ E      | Bengale-Occidental         |        |
|  | 24 | Pont de Ravet                             |                | 108       | 195   | Arc Acier, tablier suspendu Pont bow-string                         | Pawna                                                       | 2008 | Pune 18° 38′ 30,4″ N, 73° 45′ 01,5″ E                  | Maharashtra                | [ 20 ] |
|  | 25 | Pont de Malviya                           |                | 107 (x7)  | 1048  | Treillis Acier, 2 niveaux                                           | National Highway 7 Gange                                    | 1887 | Varanasi 25° 19′ 20,1″ N, 83° 02′ 04,3″ E              | Uttar Pradesh              |        |
|  | 26 | Pont d'Aldona Corjuem                     |                | 105       | 235   | Haubané Monopylône, poutres acier                                   | Mapusa                                                      | 2004 | Aldona - Corjuem 15° 35′ 35,7″ N, 73° 52′ 38,1″ E      | Goa                        | [ 21 ] |
|  | 27 | Pont de Dhola-Sadiya                      |                |           | 9150  | Poutres Béton précontraint                                          | Brahmapoutre                                                | 2015 | Sadiya - Doom Dooma 27° 47′ 41″ N, 95° 40′ 33,5″ E     | Assam                      | [ 22 ] |
|  | 28 | Vikramshila Setu                          |                |           | 4700  | Poutre-caisson Béton précontraint                                   | 58 Gange                                                    | 2001 | Bhagalpur 25° 16′ 29,2″ N, 87° 01′ 37,5″ E             | Bihar                      | [ 23 ] |
|  | 29 | Pont ferroviaire de Vembanad              |                |           | 4620  | Poutres Béton précontraint                                          | Lac de Vembanad                                             | 2011 | Cochin 10° 00′ 14,5″ N, 76° 15′ 24,4″ E                | Kerala                     |        |
|  | 30 | Pont de Nehru                             |                |           | 3064  | Poutres Béton précontraint                                          | Son                                                         | 1900 | Dehri 24° 53′ 40,2″ N, 84° 12′ 48,1″ E                 | Bihar                      |        |
|  | 31 | Pont de Jawahar                           |                |           | 3061  | Poutres Béton précontraint                                          | National Highway 2 AH1 Son                                  | 1965 | Dehri 24° 53′ 31″ N, 84° 12′ 40,3″ E                   | Bihar                      |        |
|  | 32 | Pont de Puligadda Penumudi                |                |           | 3000  | Poutres Béton précontraint                                          | 214A Krishna                                                | 2006 | District de Guntur 18° 02′ 20,3″ N, 80° 53′ 05,3″ E    | Andhra Pradesh             |        |